# Dedo III
Pour le comte de Wettin (vers 1130–1190), voir Dedo III de Lusace.
Dedo III († 1069), connu aussi sous le nom de Dedi III, surnommé le Jeune (en latin iunior), de la maison de Wettin, fut margrave de Basse-Lusace. 

## Biographie
Dedo III était le fils aîné de Dedo II, le margrave de la Marche de l’Est saxonne, et d’Oda, la fille de Thietmar et la sœur d’Eudes II.
En 1069, contre la volonté de son père qui s’était rebellé contre le roi, Dedo III a reçu la Basse-Lusace des mains d'Henri IV. Dedo III a été assassiné la même année, peut-être sur l’ordre de sa mère (selon le chroniqueur Lambert de Hersfeld). Après sa mort, le roi et Dedo II se sont réconciliés et Dedo II a récupéré la Basse-Lusace.
Dedo III était célibataire et n’a pas eu d’enfant. Il a été inhumé à Misnie. 

## Sources
- Fondation de généalogie médiévale : Nobility of Meissen.
- Materialsammlung.